# Eisschnelllauf-Sprintweltmeisterschaft 1979
Die 10. Eisschnelllauf-Sprintweltmeisterschaft wurde vom 17. bis 18. Februar im deutschen Inzell (Eisstadion Inzell) ausgetragen.

## Wettbewerb
- 65 Sportler aus 19 Nationen nahmen am Mehrkampf teil

| Teilnehmende Nationen                          | Teilnehmende Nationen                                                            | Teilnehmende Nationen              | Teilnehmende Nationen           | Teilnehmende Nationen                   |
| ---------------------------------------------- | -------------------------------------------------------------------------------- | ---------------------------------- | ------------------------------- | --------------------------------------- |
| Australien Kanada Volksrepublik China Finnland | Frankreich BR Deutschland Vereinigtes Königreich Deutsche Demokratische Republik | Italien Japan Südkorea Niederlande | Norwegen Polen Rumänien Schweiz | Schweden Sowjetunion Vereinigte Staaten |

### Frauen

#### Endstand
- Zeigt die zwölf erfolgreichsten Sportlerinnen der Sprint-WM

| Rang | Name                     | 1. Lauf 500 Meter | Pkt.  | 1. Lauf 1.000 Meter | Pkt.  | 2. Lauf 500 Meter | Pkt.  | 2. Lauf 1.000 Meter | Pkt.  | Gesamt- pkt. |
| ---- | ------------------------ | ----------------- | ----- | ------------------- | ----- | ----------------- | ----- | ------------------- | ----- | ------------ |
| 1    | Leah Poulos-Mueller      | 42,21 (1)         | 42,21 | 1:26,72 (4)         | 43,36 | 42,10 (1)         | 42,10 | 1:26,70 (5)         | 43,35 | 171,020      |
| 2    | Beth Heiden              | 43,33 (7)         | 43,33 | 1:26,09 (1)         | 43,04 | 42,73 (5)         | 42,73 | 1:25,61 (1)         | 42,80 | 171,910      |
| 3    | Christa Rothenburger     | 42,85 (3)         | 42,85 | 1:26,30 (3)         | 43,15 | 42,54 (2)         | 42,54 | 1:26,81 (7)         | 43,40 | 171,945      |
| 4    | Sylvia Albrecht          | 42,50 (2)         | 42,50 | 1:26,77 (5)         | 43,38 | 42,86 (7)         | 42,86 | 1:26,45 (4)         | 43,22 | 171,970      |
| 5    | Sylvia Burka             | 43,44 (10)        | 43,44 | 1:26,87 (7)         | 43,43 | 42,81 (6)         | 42,81 | 1:26,02 (2)         | 43,01 | 172,695      |
| 6    | Tatjana Barabasj-Awerina | 43,40 (9)         | 43,40 | 1:26,27 (2)         | 43,13 | 42,91 (9)         | 42,91 | 1:26,80 (6)         | 43,40 | 172,845      |
| 7    | Erwina Rys-Ferens        | 43,58 (11)        | 43,58 | 1:26,85 (6)         | 43,42 | 42,88 (8)         | 42,88 | 1:27,23 (9)         | 43,61 | 173,500      |
| 8    | Bjørg Eva Jensen         | 44,01 (17)        | 44,01 | 1:28,21 (13)        | 44,10 | 43,08 (11)        | 43,08 | 1:26,26 (3)         | 43,13 | 174,325      |
| 8    | Monika Holzner-Pflug     | 43,08 (6)         | 43,08 | 1:27,69 (10)        | 43,84 | 43,22 (14)        | 43,22 | 1:28,36 (15)        | 44,18 | 174,325      |
| 10   | Silvia Brunner           | 42,95 (5)         | 42,95 | 1:28,50 (16)        | 44,25 | 43,13 (13)        | 43,13 | 1:28,61 (18)        | 44,30 | 174,635      |
| 11   | Kim Kostron              | 44,43 (20)        | 44,43 | 1:27,28 (9)         | 43,64 | 43,47 (17)        | 43,47 | 1:26,90 (8)         | 43,45 | 174,990      |
| 12   | Ann-Sofie Järnström      | 44,04 (18)        | 44,04 | 1:29,17 (20)        | 44,58 | 42,67 (3)         | 42,67 | 1:28,84 (19)        | 44,42 | 175,715      |

#### 1. Lauf 500 Meter
| Platz | Name                     | Land                            | Zeit  | Punkte |
| ----- | ------------------------ | ------------------------------- | ----- | ------ |
| 1     | Leah Poulos-Mueller      | Vereinigte Staaten              | 42,21 | 42,21  |
| 2     | Sylvia Albrecht          | Deutsche Demokratische Republik | 42,50 | 42,50  |
| 3     | Christa Rothenburger     | Deutsche Demokratische Republik | 42,85 | 42,85  |
| 4     | Ljubow Sadtschikowa      | Sowjetunion                     | 42,88 | 42,88  |
| 5     | Silvia Brunner           | Schweiz                         | 42,95 | 42,95  |
| 6     | Monika Holzner-Pflug     | BR Deutschland                  | 43,08 | 43,08  |
| 7     | Beth Heiden              | Vereinigte Staaten              | 43,33 | 43,33  |
| 8     | Kathleen Vogt            | Kanada                          | 43,39 | 43,39  |
| 9     | Tatjana Barabasj-Awerina | Sowjetunion                     | 43,40 | 43,40  |
| 10    | Sylvia Burka             | Kanada                          | 43,44 | 43,44  |
|       |                          |                                 |       |        |
| 29    | Dolores Gysin-Lier       | Schweiz                         | 45,68 | 45,68  |

#### 1. Lauf 1.000 Meter
| Platz | Name                     | Land                            | Zeit    | Punkte |
| ----- | ------------------------ | ------------------------------- | ------- | ------ |
| 1     | Beth Heiden              | Vereinigte Staaten              | 1:26,09 | 43,04  |
| 2     | Tatjana Barabasj-Awerina | Sowjetunion                     | 1:26,27 | 43,13  |
| 3     | Christa Rothenburger     | Deutsche Demokratische Republik | 1:26,30 | 43,15  |
| 4     | Leah Poulos-Mueller      | Vereinigte Staaten              | 1:26,72 | 43,36  |
| 5     | Sylvia Albrecht          | Deutsche Demokratische Republik | 1:26,77 | 43,38  |
| 6     | Erwina Ryś-Ferens        | Polen                           | 1:26,85 | 43,42  |
| 7     | Sylvia Burka             | Kanada                          | 1:26,87 | 43,43  |
| 8     | Sijtje van der Lende     | Niederlande                     | 1:27,10 | 43,55  |
| 9     | Kim Kostron              | Vereinigte Staaten              | 1:27,28 | 43,64  |
| 10    | Monika Holzner-Pflug     | BR Deutschland                  | 1:27,69 | 43,84  |
|       |                          |                                 |         |        |
| 16    | Silvia Brunner           | Schweiz                         | 1:28,50 | 44,25  |
| 27    | Dolores Gysin-Lier       | Schweiz                         | 1:32,36 | 46,18  |

#### 2. Lauf 500 Meter
| Platz | Name                      | Land                            | Zeit  | Punkte |
| ----- | ------------------------- | ------------------------------- | ----- | ------ |
| 1     | Leah Poulos-Mueller       | Vereinigte Staaten              | 42,10 | 42,10  |
| 2     | Christa Rothenburger      | Deutsche Demokratische Republik | 42,54 | 42,54  |
| 3     | Ann-Sofie Järnström       | Schweden                        | 42,67 | 42,67  |
| 4     | Ljubow Sadtschikowa       | Sowjetunion                     | 42,70 | 42,70  |
| 5     | Beth Heiden               | Vereinigte Staaten              | 42,73 | 42,73  |
| 6     | Sylvia Burka              | Kanada                          | 42,81 | 42,81  |
| 7     | Sylvia Albrecht           | Deutsche Demokratische Republik | 42,86 | 42,86  |
| 8     | Erwina Ryś-Ferens         | Polen                           | 42,88 | 42,88  |
| 9     | Tatjana Barabasj-Awerina  | Sowjetunion                     | 42,91 | 42,91  |
| 10    | Haitske Valentijn-Pijlman | Niederlande                     | 43,03 | 43,03  |
|       |                           |                                 |       |        |
| 13    | Silvia Brunner            | Schweiz                         | 43,13 | 43,13  |
| 14    | Monika Holzner-Pflug      | BR Deutschland                  | 43,22 | 43,22  |

#### 2. Lauf 1.000 Meter
| Platz | Name                     | Land                            | Zeit    | Punkte |
| ----- | ------------------------ | ------------------------------- | ------- | ------ |
| 1     | Beth Heiden              | Vereinigte Staaten              | 1:25,61 | 42,80  |
| 2     | Sylvia Burka             | Kanada                          | 1:26,02 | 43,01  |
| 3     | Bjørg Eva Jensen         | Norwegen                        | 1:26,26 | 43,13  |
| 4     | Sylvia Albrecht          | Deutsche Demokratische Republik | 1:26,45 | 43,22  |
| 5     | Leah Poulos-Mueller      | Vereinigte Staaten              | 1:26,70 | 43,35  |
| 6     | Tatjana Barabasj-Awerina | Sowjetunion                     | 1:26,80 | 43,40  |
| 7     | Christa Rothenburger     | Deutsche Demokratische Republik | 1:26,81 | 43,40  |
| 8     | Kim Kostron              | Vereinigte Staaten              | 1:26,90 | 43,45  |
| 9     | Erwina Ryś-Ferens        | Polen                           | 1:27,23 | 43,61  |
| 10    | Cindy Seikkula           | Vereinigte Staaten              | 1:27,34 | 43,67  |
|       |                          |                                 |         |        |
| 15    | Monika Holzner-Pflug     | BR Deutschland                  | 1:28,36 | 44,18  |
| 18    | Silvia Brunner           | Schweiz                         | 1:28,61 | 44,30  |
| 30    | Dolores Gysin-Lier       | Schweiz                         | 1:34,00 | 47,00  |

### Männer

#### Endstand
- Zeigt die zwölf erfolgreichsten Sportler der Sprint-WM

| Rang | Name               | 1. Lauf 500 Meter | Pkt.  | 1. Lauf 1.000 Meter | Pkt.  | 2. Lauf 500 Meter | Pkt.  | 2. Lauf 1.000 Meter | Pkt.  | Gesamt- pkt. |
| ---- | ------------------ | ----------------- | ----- | ------------------- | ----- | ----------------- | ----- | ------------------- | ----- | ------------ |
| 1    | Eric Heiden        | 38,17 (1)         | 38,17 | 1:14,99 (1)         | 37,49 | 38,23 (1)         | 38,23 | 1:15,07 (1)         | 37,53 | 151,430      |
| 2    | Gaétan Boucher     | 38,43 (2)         | 38,43 | 1:16,95 (2)         | 38,47 | 38,54 (3)         | 38,54 | 1:17,27 (3)         | 38,63 | 154,080      |
| 3    | Frode Rønning      | 38,43 (2)         | 38,43 | 1:17,52 (3)         | 38,76 | 38,39 (2)         | 38,39 | 1:17,64 (4)         | 38,82 | 154,400      |
| 4    | Peter Mueller      | 38,90 (6)         | 38,90 | 1:17,54 (4)         | 38,77 | 38,59 (5)         | 38,59 | 1:16,95 (2)         | 38,47 | 154,735      |
| 5    | Sergei Chlebnikow  | 39,03 (8)         | 39,03 | 1:17,81 (5)         | 38,90 | 38,58 (4)         | 38,58 | 1:17,89 (5)         | 38,94 | 155,460      |
| 6    | Lieuwe de Boer     | 38,64 (4)         | 38,64 | 1:18,61 (12)        | 39,30 | 38,78 (6)         | 38,78 | 1:19,25 (10)        | 39,62 | 156,350      |
| 7    | Kai Arne Engelstad | 39,39 (13)        | 39,39 | 1:17,92 (6)         | 38,96 | 39,28 (12)        | 39,28 | 1:18,77 (7)         | 39,38 | 157,015      |
| 8    | Dan Immerfall      | 39,76 (18)        | 39,76 | 1:18,68 (13)        | 39,34 | 38,95 (9)         | 38,95 | 1:18,79 (8)         | 39,39 | 157,445      |
| 9    | Jan Józwik         | 38,87 (5)         | 38,87 | 1:18,80 (16)        | 39,40 | 39,30 (13)        | 39,30 | 1:19,93 (17)        | 39,96 | 157,535      |
| 10   | Tom Plant          | 39,29 (10)        | 39,29 | 1:18,40 (10)        | 39,20 | 39,60 (18)        | 39,60 | 1:19,67 (14)        | 39,83 | 157,925      |
| 11   | Stefan Panzer      | 39,48 (15)        | 39,48 | 1:18,71 (14)        | 39,35 | 39,66 (21)        | 39,66 | 1:19,49 (12)        | 39,74 | 158,240      |
| 12   | Oloph Granath      | 39,42 (14)        | 39,42 | 1:19,55 (19)        | 39,77 | 39,25 (11)        | 39,25 | 1:19,84 (15)        | 39,92 | 158,365      |

#### 1. Lauf 500 Meter
| Platz | Name                         | Land                            | Zeit  | Punkte |
| ----- | ---------------------------- | ------------------------------- | ----- | ------ |
| 1     | Eric Heiden                  | Vereinigte Staaten              | 38,17 | 38,17  |
| 2     | Gaétan Boucher Frode Rønning | Kanada Norwegen                 | 38,43 | 38,43  |
| 4     | Lieuwe de Boer               | Niederlande                     | 38,64 | 38,64  |
| 5     | Jan Józwik                   | Polen                           | 38,87 | 38,87  |
| 6     | Peter Mueller                | Vereinigte Staaten              | 38,90 | 38,90  |
| 7     | Anatoli Medennikow           | Sowjetunion                     | 38,92 | 38,92  |
| 8     | Sergei Chlebnikow            | Sowjetunion                     | 39,03 | 39,03  |
| 9     | Kazuki Ichimura              | Japan                           | 39,24 | 39,24  |
| 10    | Tom Plant                    | Vereinigte Staaten              | 39,29 | 39,29  |
|       |                              |                                 |       |        |
| 15    | Stefan Panzer                | BR Deutschland                  | 39,48 | 39,48  |
| 16    | Steffen Doering              | Deutsche Demokratische Republik | 39,68 | 39,68  |
| 22    | Hubert Hirschbichler         | BR Deutschland                  | 40,12 | 40,12  |

#### 1. Lauf 1.000 Meter
| Platz | Name                 | Land                            | Zeit    | Punkte |
| ----- | -------------------- | ------------------------------- | ------- | ------ |
| 1     | Eric Heiden          | Vereinigte Staaten              | 1:14,99 | 37,49  |
| 2     | Gaétan Boucher       | Kanada                          | 1:16,95 | 38,47  |
| 3     | Frode Rønning        | Norwegen                        | 1:17,52 | 38,76  |
| 4     | Peter Mueller        | Vereinigte Staaten              | 1:17,54 | 38,77  |
| 5     | Sergei Chlebnikow    | Sowjetunion                     | 1:17,81 | 38,90  |
| 6     | Kai Arne Engelstad   | Norwegen                        | 1:17,92 | 38,96  |
| 7     | Bert de Jong         | Niederlande                     | 1:18,02 | 39,01  |
| 8     | Jan van de Roemer    | Niederlande                     | 1:18,12 | 39,06  |
| 9     | Miel Govaert         | Niederlande                     | 1:18,25 | 39,12  |
| 10    | Tom Plant            | Vereinigte Staaten              | 1:18,40 | 39,20  |
| 11    | Steffen Doering      | Deutsche Demokratische Republik | 1:18,49 | 39,24  |
|       |                      |                                 |         |        |
| 14    | Stefan Panzer        | BR Deutschland                  | 1:18,71 | 39,35  |
| 27    | Hubert Hirschbichler | BR Deutschland                  | 1:20,43 | 40,21  |

#### 2. Lauf 500 Meter
| Platz | Name                 | Land                            | Zeit  | Punkte |
| ----- | -------------------- | ------------------------------- | ----- | ------ |
| 1     | Eric Heiden          | Vereinigte Staaten              | 38,23 | 38,23  |
| 2     | Frode Rønning        | Norwegen                        | 38,39 | 38,39  |
| 3     | Gaétan Boucher       | Kanada                          | 38,54 | 38,54  |
| 4     | Sergei Chlebnikow    | Sowjetunion                     | 38,58 | 38,58  |
| 5     | Peter Mueller        | Vereinigte Staaten              | 38,59 | 38,59  |
| 6     | Lieuwe de Boer       | Niederlande                     | 38,78 | 38,78  |
| 7     | Anatoli Medennikow   | Sowjetunion                     | 38,83 | 38,83  |
| 8     | Jewgeni Kulikow      | Sowjetunion                     | 38,91 | 38,91  |
| 9     | Dan Immerfall        | Vereinigte Staaten              | 38,95 | 38,95  |
| 10    | Jan-Åke Carlberg     | Schweden                        | 39,21 | 39,21  |
|       |                      |                                 |       |        |
| 16    | Steffen Doering      | Deutsche Demokratische Republik | 39,48 | 39,48  |
| 21    | Stefan Panzer        | BR Deutschland                  | 39,66 | 39,66  |
| 29    | Hubert Hirschbichler | BR Deutschland                  | 40,41 | 40,41  |

#### 2. Lauf 1.000 Meter
| Platz | Name                 | Land                            | Zeit    | Punkte |
| ----- | -------------------- | ------------------------------- | ------- | ------ |
| 1     | Eric Heiden          | Vereinigte Staaten              | 1:15,07 | 37,53  |
| 2     | Peter Mueller        | Vereinigte Staaten              | 1:16,95 | 38,47  |
| 3     | Gaétan Boucher       | Kanada                          | 1:17,27 | 38,63  |
| 4     | Frode Rønning        | Norwegen                        | 1:17,64 | 38,82  |
| 5     | Sergei Chlebnikow    | Sowjetunion                     | 1:17,89 | 38,94  |
| 6     | Anatoli Medennikow   | Sowjetunion                     | 1:18,43 | 39,21  |
| 7     | Kai Arne Engelstad   | Norwegen                        | 1:18,77 | 39,38  |
| 8     | Dan Immerfall        | Vereinigte Staaten              | 1:18,79 | 39,39  |
| 9     | Bert de Jong         | Niederlande                     | 1:19,17 | 39,58  |
| 10    | Lieuwe de Boer       | Niederlande                     | 1:19,25 | 39,62  |
|       |                      |                                 |         |        |
| 12    | Stefan Panzer        | BR Deutschland                  | 1:19,49 | 39,74  |
| 25    | Steffen Doering      | Deutsche Demokratische Republik | 1:22,06 | 41,03  |
| 26    | Hubert Hirschbichler | BR Deutschland                  | 1:22,15 | 41,07  |